# Nguyễn Thị Xuân (chính khách)
Nguyễn Thị Xuân (sinh ngày 25 tháng 10 năm 1967) là nữ chính trị gia và Thiếu tướng Công an nhân dân Việt Nam. Bà hiện là Đại biểu Quốc hội Việt Nam khoá XIV, XV thuộc đoàn Đại biểu tỉnh Đắk Lắk.
Bà nguyên là Ủy viên thường trực Ủy ban Quốc phòng và An ninh của Quốc hội khóa XIV, XV, Phó Cục trưởng Cục Pháp chế và Cải cách thủ tục Hành chính, Tư pháp, Bộ Công an, Phó Giám đốc Công an tỉnh Đắk Lắk (lần 2).

## Thân thế
Nguyễn Thị Xuân sinh ngày 25 tháng 10 năm 1967, quê quán tại xã Thụy Phúc, huyện Thái Thụy, tỉnh Thái Bình. Bà hiện cư trú ở Số 189/65, Y Moal Ênuôl, phường Tân Lợi, thành phố Buôn Ma Thuột, tỉnh Đắk Lắk.

## Giáo dục
- Đại học An ninh nhân dân chuyên ngành An ninh điều tra
- Thạc sĩ An ninh nhân dân chuyên ngành An ninh điều tra
- Lý luận chính trị: cao cấp[2]

## Sự nghiệp chính trị
Bà gia nhập Đảng Cộng sản Việt Nam vào ngày 18 tháng 10 năm 1990.
Bà nhiều năm công tác trong ngành an ninh ở Tây Nguyên Việt Nam.
Bà từng là cán bộ trinh sát, rồi được bổ nhiệm chức vụ phó phòng, trưởng phòng An ninh Công an tỉnh Đắk Lắk.
Sau đó bà được bổ nhiệm làm Phó Cục trưởng Cục An ninh Tây Nguyên thuộc Tổng cục An ninh, Bộ Công an Việt Nam.
Bà tham gia ứng cử đại biểu quốc hội lần đầu tiên vào năm 2016 ở đơn vị bầu cử số 1, gồm thành phố Buôn Ma Thuột và các huyện: Buôn Đôn, Ea Súp, Cư M'gar, và đã trúng cử với số phiếu cao nhất tỉnh Đắk Lắk (tỉ lệ 80,85%). Lúc này bà đang giữ chức vụ Phó Giám đốc Công an tỉnh Đắk Lắk.
Ngày 24 tháng 5 năm 2017, trong buổi thảo luận của Quốc hội Việt Nam ở hội trường về việc sửa đổi Bộ luật Hình sự Việt Nam, bà Nguyễn Thị Xuân đã nêu đề nghị xử hình sự những ai bôi nhọ lãnh đạo Đảng Cộng sản Việt Nam hoặc lãnh đạo Nhà nước Việt Nam. Cụ thể, bà đề nghị bổ sung quy định vào khoản 2, điều 155 (Tội bôi nhọ), điều 156 (Tội vu khống) tình tiết phạm tội đối với lãnh đạo Đảng, nhà nước. Tuy nhiên, nhiều luật sư cho rằng đề nghị này là không hợp lý.
Bà Xuân còn muốn hồi phục Điều 83 Bộ luật hình sự năm 1999 quy định về tội hoạt động phỉ vì cho rằng việc hủy bỏ điều luật này trong Bộ luật hình sự năm 2015 (hiện hành) đã bỏ lọt hành vi cướp tài sản nhằm chống chính quyền.
Ngày 7 tháng 11 năm 2019, Đại tá Nguyễn Thị Xuân, Phó Giám đốc Công an tỉnh Đắk Lắk, được Trung tướng Nguyễn Ngọc Anh trao Quyết định của Bộ trưởng Bộ Công an Việt Nam Tô Lâm điều động đến nhận công tác và giữ chức vụ Phó Cục trưởng Cục Pháp chế và Cải cách thủ tục Hành chính, Tư pháp, Bộ Công an.
Ngày 27 tháng 12 năm 2019, bà được Chủ tịch nước Việt Nam Nguyễn Phú Trọng ký quyết định phong quân hàm từ Đại tá lên Thiếu tướng Công an nhân dân Việt Nam. Bà là người phụ nữ thứ sáu trong Lực lượng Công an nhân dân Việt Nam được phong quân hàm Thiếu tướng, sau bà Bùi Tuyết Minh, Trần Thị Ngọc Đẹp, Hoàng Thị Thủy, Nhữ Thị Minh Nguyệt, và Ngô Thị Hoàng Yến.
Từ ngày 1 tháng 4 năm 2020, bà được biệt phái tới công tác tại Ủy ban Quốc phòng - An ninh Quốc hội và giữ chức vụ Ủy viên thường trực Ủy ban Quốc phòng - An ninh Quốc hội khóa 14 theo Nghị quyết số 916/NQ-UBTVQH14 của Ủy ban thường vụ Quốc hội Việt Nam khoá 14. Trước đó bà đã là ủy viên Ủy ban này.